# Мікеле Стефано де Россі
Мікеле Стефано де Россі (30 жовтня 1834 року, Рим — 23 жовтня 1898, Рокка-ді-Папа) — італійський сейсмолог. Він був молодшим братом археолога Джованні Баттіста де Россі (1822—1894).

## Життєпис
Здобув освіту в Римському університеті, і протягом його подальшої кар'єри проводив дослідження в галузі археології, палеонтології, геології, вулканології і сейсмології.
У 1870-х він розробив «сейсмічну шкалу», щоб відобразити різні рівні інтенсивності землетрусів. У той же час у Швейцарії, незалежно від Россі, лімнолог Франсуа-Альфонс Форель (1841—1912) створив аналогічну сейсмічну шкалу. Коли двом вченим стало відомо про роботи один одного, спільні зусилля призвели до шкали Россі-Фореля для визначення інтенсивності землетрусів.
У 1874 році він заснував Bullettino del Vulcanismo Italiano, журнал, присвячений вивченню вулканів і землетрусів.

## Публікації
- Dell'ampiezza delle romane catacombe e d'una machina icnografica ed ortografica per rilevarne le piante ed i livelli, 1860
- Scoperte paleoetnologiche in Castel Ceriolo presso Alessandria, 1868
- Nuove scoperte nella necropoli arcaica Albana e l'aes grave fra le rocce vulcaniche laziali, 1871
- La meteorologia endogena, 1879-82
- Programma dell' Osservatorio et archivio geodinamico presso il R. Comitato geologico d'Italia con istruzioni per le osservazioni, 1883.[2][3]